# Ferrovia di Nauru
La ferrovia di Nauru è una linea ferroviaria nell'isola-stato di Nauru nell'oceano Pacifico.

## Storia

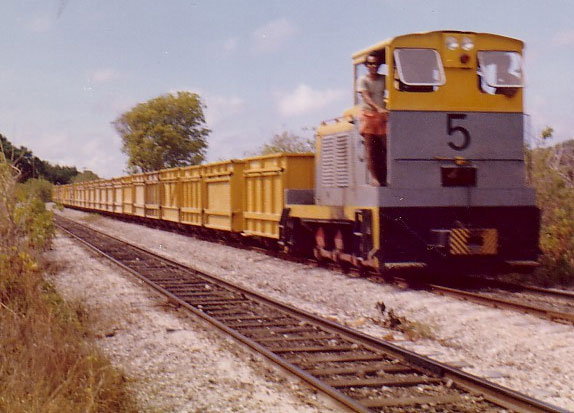
Un convoglio in servizio nel 1975.

La linea venne costruita all'inizio del XX secolo da ingegneri tedeschi dato che Nauru faceva parte dell'impero coloniale tedesco dal 1888.
Inizialmente fu costruita con uno scartamento di 610 millimetri. La trazione era assicurata da locomotive a vapore di fabbricazione Orenstein & Koppel.
La gestione fu affidata alla compagnia britannica dell'estrazione di fosfati la Pacific Phosphate Company.
Nel 1920 dopo la perdita della prima guerra mondiale da parte della Germania e la cessione di tutte le colonie, la gestione della ferrovia passò alla British Phosphate Commission e lo scartamento passò a 914 millimetri.
Nel 1945 vennero acquistate due locomotive dalla compagnia tranviaria del sobborgo di Powelltown nei pressi di Melbourne (Australia), ma una locomotiva si rivelò inadatta e non venne utilizzata.
Dal 1956 la trazione venne assicurata da locomotive diesel Clyde e dal 1968 la gestione passò alla Nauru Phosphate Corporation in seguito all'indipendenza di Nauru.
Sebbene l'attività mineraria sia in declino la ferrovia è tuttora in funzione.

## Percorso
| Head station |

| Station on track |

| End station |